# چلنجر لیمیتد
چلنجر لیمیتد (انگلیسی: Challenger Limited) شرکت حفاری مصری است، که در سال ۱۹۹۱ تأسیس شد.